# Володино (Павловское сельское поселение)
Воло́дино — деревня в Вилегодском муниципальном округе Архангельской области.

## География
Находится в юго-восточной части Архангельской области на расстоянии приблизительно 16 км на восток-юго-восток по прямой от административного центра района села Ильинско-Подомское, на правом берегу речки Пыела.

## История
В 1859 году здесь (тогда деревня Сольвычегодского уезда Вологодской губернии) было учтено 9 дворов. До 2020 года деревня входила в состав Павловского сельского поселения до его упразднения.

## Население
Численность населения: 66 человек (1859 год), 0 в 2002 году, 2 в 2010.